# Slatinska dzwonnica
Slatinska dzwonnica – dzwonnica drewniana w gminie Slatina nad Úpou, w kraju hradeckim w Czechach, która stoi w centrum wsi na stromym zboczu.

## Historia
Drewniana kwadratowa dzwonnica z gontowym dachem została wybudowana prawdopodobnie w 1582 r. i odbudowana w 1682 r, przez księcia Lorenzo Piccolomini de Aragona, właściciela nachodskich posiadłości ziemskich.

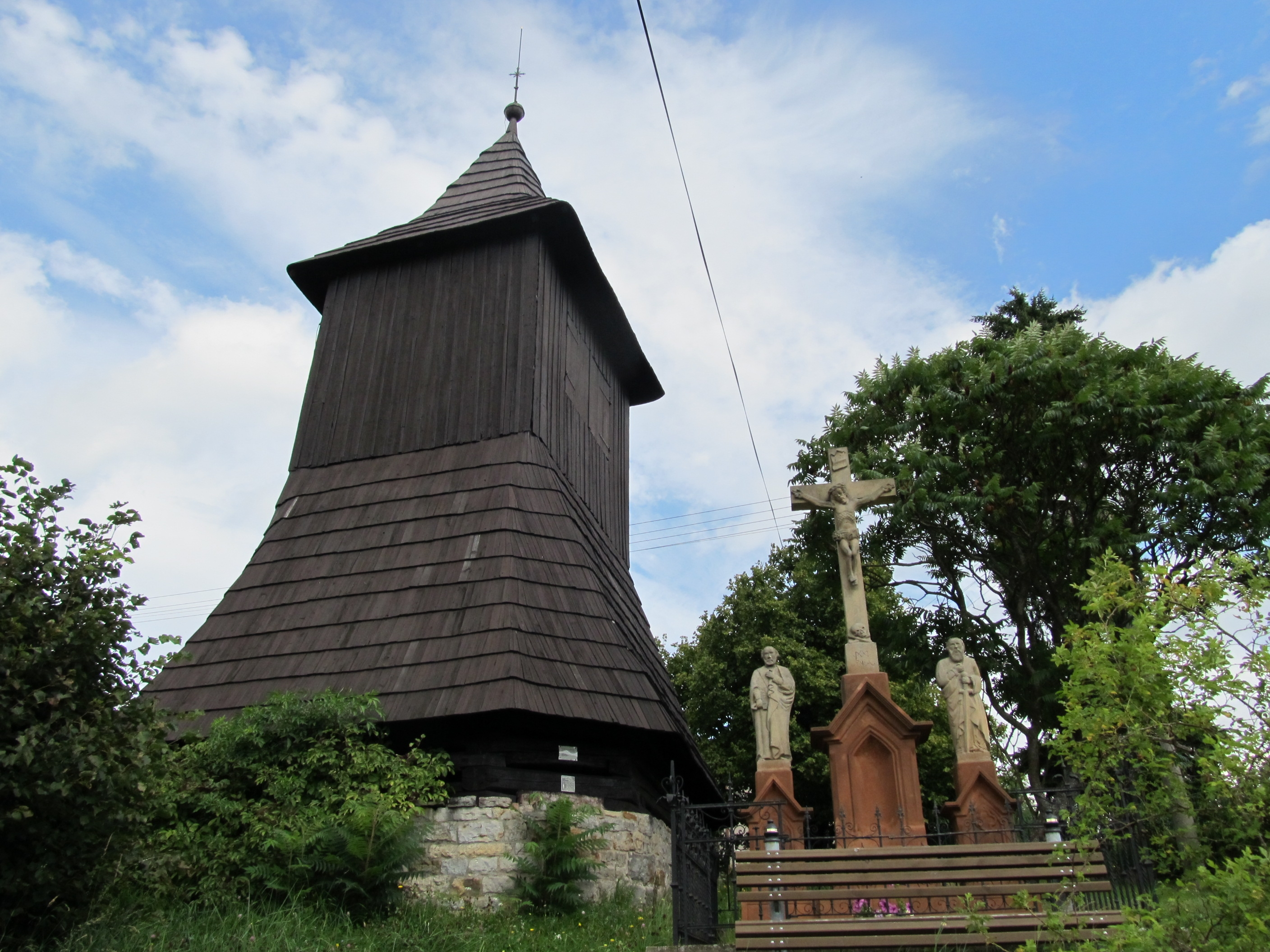
Dzwonnica z krzyżem

Trzy dawne dzwony z XVII w. zostały przelane w połowie następnego stulecia. W czasie I wojny światowej 2 wielkich dzwonów zarekwirowano i w dzwonnicy pozostał tylko dzwon pogrzebowy z 1752 r., najmniejszy z dzwonów. Wszystkie dzwony zadzwoniły po raz ostatní 28 listopada 1916. Największy z zarekwirowanych dzwonów ważył 469 kg, był wysoki 87 cm i miał 88 cm średnicy. Drugi ważył 154 kg, mierzył 62 cm wysokości oraz 66 cm średnicy. Urząd Parafialny otrzymał za dzwony 2 492 koron.
Zbiórka pieniędzy ruszyła między 7 i 13 majem 1928 r. i jej wynik był następujący: 11 185 koron subskrybowanych oraz 5 135 koron w gotówce. Już wcześniej dał miejscowy Orel 1 000 koron ze zysku z okręgowego ćwiczenia publicznego, które odbyło się 10 czerwca 1926 r., i Ferdinand Falta z domu nr 21 darował 300 koron. Umowa na zakup dzwonów z firmą Buřil a Riss została podpisana 29 czerwca 1928 r.
Nowe dzwony („Václav“ o wadze 492 kg i „Panna Marie“ o wadze 310 kg) zostały przywiezione 8 września 1928 r. a następnego dnia odbyło się ich poświęcenie. Koszt ich dostarczenia wyniósł 22 364 koron. W marcu 1942 r. jednak zostały na polecenie okupantów niemieckich oddane i prawdopodobnie przelane na potrzeby wojenne. W czerwcu tego samego roku hitlerowcy zarekwirowali również dzwon pogrzebowy. Ten się wrócił na swoje miejsce 17 czerwca 1945. Poświęcenie dzwonu dokonał proboszcz boušínski Antonín Svatoš.
Z 3 maja 1958 jest budynek chroniony jako zabytek kultury Republiki Czeskiej. W lipcu 1966 r. wykonany został remont dzwonnicy. W 1990 r. został zrealizowany kolejny remont budynku oraz odrestaurowanie kamiennego krzyża przed dzwonnicą przez kamieniarza Lukáška z Černčic. Poświęcenie tego krzyża odbyto 28 października 1990 r. W 1993 r. dokonano wymiany części gontowego pokrycia. Kolejne ważne prace ruszyły w 2008 r.
Później pojawiło się jeszcze więcej nowych rzeczy. 10 października 2014 zainstalowano i po pierwszy raz pokazano specjalne urządzenie pozwalające na automatyczne uruchamianie dzwonów o określonej godzinie. Dlatego przestała istnieć funkcja miejskego dzwonnika, którym była z 1971 r. Marie Belliová z domu nr 100 i przed nią dzwoniła Anna Kociánová z domu nr 91. 24 lipca 2015 zostało zainstalowane i oddane do użytku automatyczne otwieranie okiennic. 21 września 2015 dzwonnica otrzymała efektowne oświetlenie nocne.